# Ноздревка
Но́здревка (укр. Ноздрівка) — село, относится к Беловодскому району Луганской области Украины.
Население по переписи 2001 года составляло 23 человека. Почтовый индекс — 92835. Телефонный код — 6466. Занимает площадь 0,36 км². Код КОАТУУ — 4420683302.

## Местный совет
92814, Луганська обл., Біловодський р-н, с. Городище, вул. Леніна, 3  (укр.)